# Notodden
Notodden est une commune de Norvège, située dans le comté (fylke) du Telemark, située à 120 km d'Oslo. Elle borde les communes de Seljord et Hjartdal à l'ouest, Tinn au nord, Flesberg et Kongsberg à l'est et Sauherad et Bø au sud.

## Géographie
Notodden s'étend sur une surface de 914 km2. Les agglomérations de Heddal, Grandsherad et Lisleherad ont été fusionné à Notodden en 1964.
Le point culminant est le Tverrgrønut, (1 305 m). La commune se situe près du lac de Heddalsvatnet et du canal du Telemark.

## Histoire
Norsk Hydro a été fondée à Notodden en 1905. la première activité industrielle était l'énergie hydraulique.
En 1964, la municipalité de Heddal a été fusionnée avec la municipalité de Notodden.

## Administration
Le maire de Notodden est Monsieur Bjarne Bakken (Arbeiderpartiet - Parti du Travail (Norvège)).

## Culture
Le plus grand festival de blues d'Europe a lieu à Notodden.
La ville compte aussi deux festivals de metal, le festival de Motstøy en octobre, et le Metal Heart Festival à la mi-août. Le musicien Vegard Sverre Tveitan, connu pour des projets musicaux variés est citoyen d'honneur de la commune. Celle-ci lui a remis en 2002 le "Notodden Kommunes Kulturpris" pour son implication dans l'enseignement de la musique auprès des jeunes et dans l'organisation de concerts pour les groupes locaux. Un groupe de la ville se nomme par ailleurs The Notodden all stars.

## Personnages célèbres
- Helga Stene (1904-1983), résistante
- Klaus Egge (1906–1979), compositeur
- Hans Herbjørnsrud (1938-2023), écrivain
- Kåre Virud (né en 1943), artiste de blues
- Ådne Søndrål (né en 1971), patineur sur glace
- Sigmund Groven (né en 1946), musicien
- Vegard Sverre Tveitan (né en 1975), musicien
- Tomas Thormodsæter Haugen (né en 1974), musicien